# مدرسه (اسماعیل‌لی)
مدرسه (به لاتین: Müdrəsə) یک منطقه مسکونی در جمهوری آذربایجان است که در شهرستان اسماعیل‌لی واقع شده‌است. مدرسه ۱۵۷ نفر جمعیت دارد.